# Château de Monceau
Château de Monceau byl hrad, později zámek na území Paříže v 17. obvodu. Rozkládal se mezi aktuálními ulicemi Rue de Lévis, Rue de la Terrasse, Rue de Tocqueville a Rue Legendre a jeho vstup se nacházel na Place de Lévis.

## Historie
Tento hrad, který byl ve 14. století opevněným statkem, patřil pánům z Montceau. V roce 1728 se stal majetkem rodiny Potier de Gesvres, poté přešel do rukou hraběte z Béthune, následně jej získal jeho zeť vévoda z Estrée a v roce 1748 komtesa de Saujon. V roce 1753 byl majitelem správce daní Antoine Gaspard Grimod de La Reynière. Po jeho smrti nemovitost získal jeho syn Laurent Grimod de La Reynière a pak jeho vnuk Alexandre Balthazar Laurent Grimod de La Reynière. Ten prodal majetek lékárníkovi jménem Juvet, od něj jej koupila Antoinette de La Reynière, manželka Josepha Guye de Lévis barona de Gandieze, který jej odkázal knězi z Roule.
Nemovitost, kterou v roce 1830 koupil notář z Monceau Élie Deguingand (1787–1867), zanikla během Druhého císařství. V prostoru panství postupně vznikly ulice:
- 1840 Rue de Tocqueville
- 1850 Avenue de Villiers
- kolem 1860 Rue Legendre
- 1861 Boulevard Malesherbes
- 1862 Place Malesherbes
- 1866 Rue de Prony
- 1876 Rue de Montchanin